# Wehrburg (Prissian)
Die Wehrburg (auch Werberg) – im 13. Jahrhundert als Wehrburg erbaut – ist eine Burg in Prissian in der Südtiroler Gemeinde Tisens.

## Anlage
Die Höhenburganlage besteht aus zwei Wohntürmen, dem Ostturm (mit ca. 9 × 9 m Grundriss) und dem Nordwestturm (ca. 11 × 11 m), beide etwa 18 m hoch und mit Pyramidendächern gedeckt, dazu einer Kapelle und dem Palas, die sich um den inneren Burghof gruppieren. Die Türme entstanden im 13. Jahrhundert, die beiden obersten Turmgeschosse wurden wohl im 16. Jahrhundert aufgesetzt. Die ursprüngliche Burgkapelle im ersten Obergeschoss des Ostturms enthält eine rundbogige Fensternische, die im italienischen Stil des frühen 15. Jahrhunderts ausgemalt ist mit einem Schmerzensmann, einer Muttergottes mit Kind, Heiligenfiguren und Wappen.
Der Burghof wird nach Süden von einem dreigeschossigen, langgestreckten und etwas geknickten Palasgebäude begrenzt, das möglicherweise aus einem 1420 erwähnten Wirtschaftsgebäude entstanden ist. In einem der Räume des Untergeschosses befindet sich ein Wandgemälde aus dem 15. Jahrhundert, welches das Andrian'sche Wappen zeigt. Im Westturm befinden sich Fresken vom Anfang des 15. Jahrhunderts mit der Darstellung des Schmerzensmanns, umrahmt von den vier Evangelisten, mehreren Heiligenfiguren und einem Wappen der Petronilla von Andrian geb. Scheck von Goldrian. Möglicherweise befand sich hier die ursprüngliche Burgkapelle. Die heutige, 1474 geweihte Burgkapelle ist ein freistehender Bau unter dem Patrozinium des Heiligen Erasmus. Die auf dem Altar stehende Pietà aus grauem Sandstein (um 1420) befand sich zuvor in einer um 1900 angebrachten Bogennische oberhalb eines neuromanischen Fensters des Ostturms.

## Geschichte
Die Wehrburg wurde, wie die Mayenburg in Völlan, von den Grafen von Eppan der Ultner Linie errichtet, und zwar als Verwaltungssitz sowie zur Überwachung der Verkehrsverbindung vom Etschtal über den Gampenpass in das Nonstal, deren Weg von Nals über Prissian führt. Zu den Ministerialen der Grafen von Eppan-Ulten gehörten die Herren von Nordheim und Sarnthein, von deren Geschlecht sich einige auch nach ihren Burgen von Holz, von Zobel und von Tisens benannten. Sie führten alle ein gemeinsames Wappen. 
1261/63 sind die Brüder Ulrich und Otto von Tisens und Werberg erwähnt. Die Wehrburg dürfte wenig vorher erbaut worden sein. Nach dem Aussterben der Grafen von Eppan-Ulten 1248 fielen die Nordheimer und ihre Burgen an das Hochstift Trient, als dessen Ministerialen sie 1276 bestätigt werden. Dadurch wurden sie in kriegerische Auseinandersetzungen mit Graf Meinhard II. von Görz-Tirol verwickelt, auf dessen Seite sie sich aber bald stellten. Otto von Werberg wird bereits 1287 als „fidelis“ (Getreuer) des Grafen erwähnt. Gemeinsam mit ihren Vettern vom Holz waren sie Vögte der Pfarre Tisens und 1364 gemeinsam mit den Herren von Katzenzungen Pfleger der wichtigen Brücke in Prissian. 

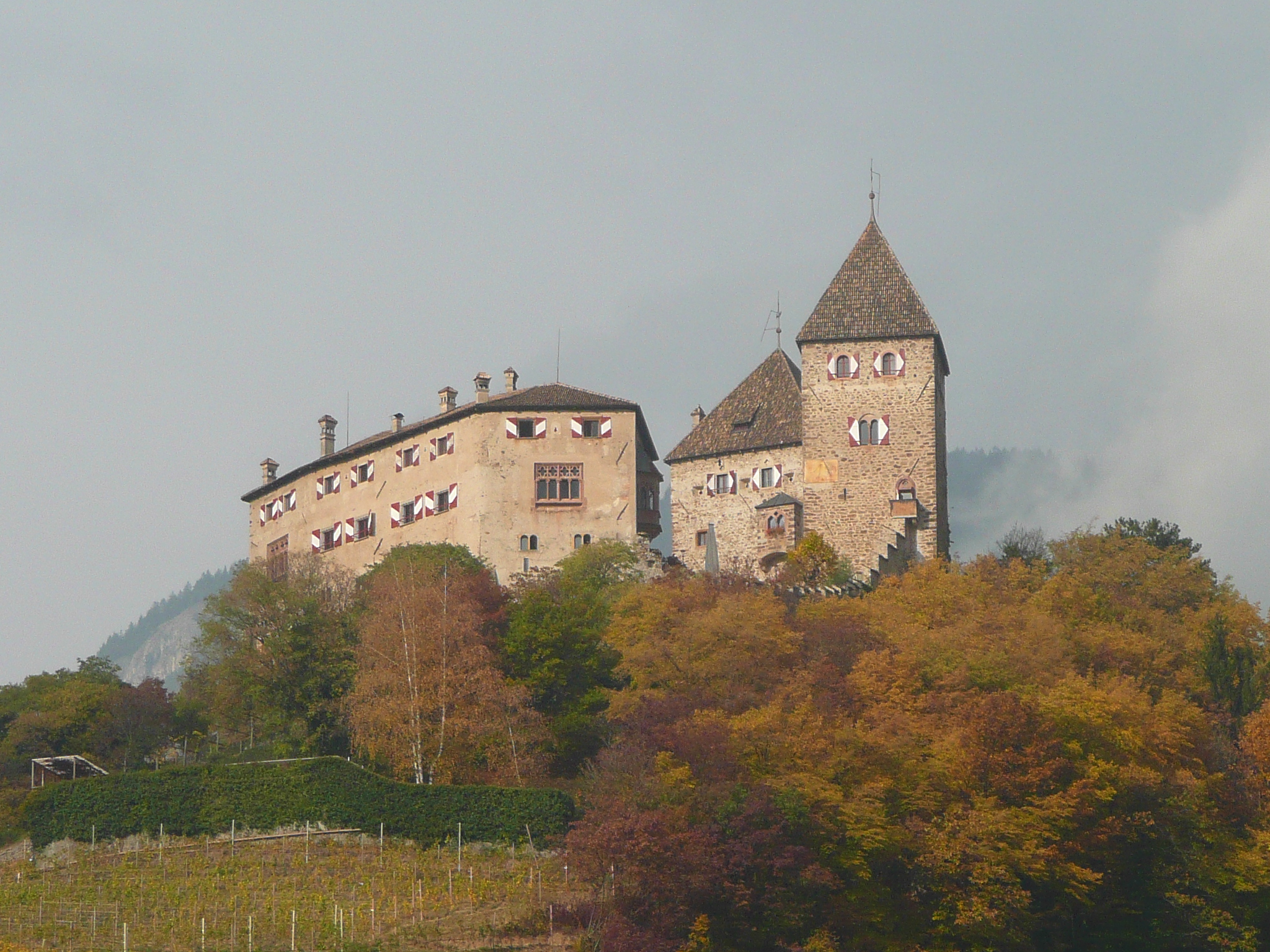
Die Wehrburg von Osten

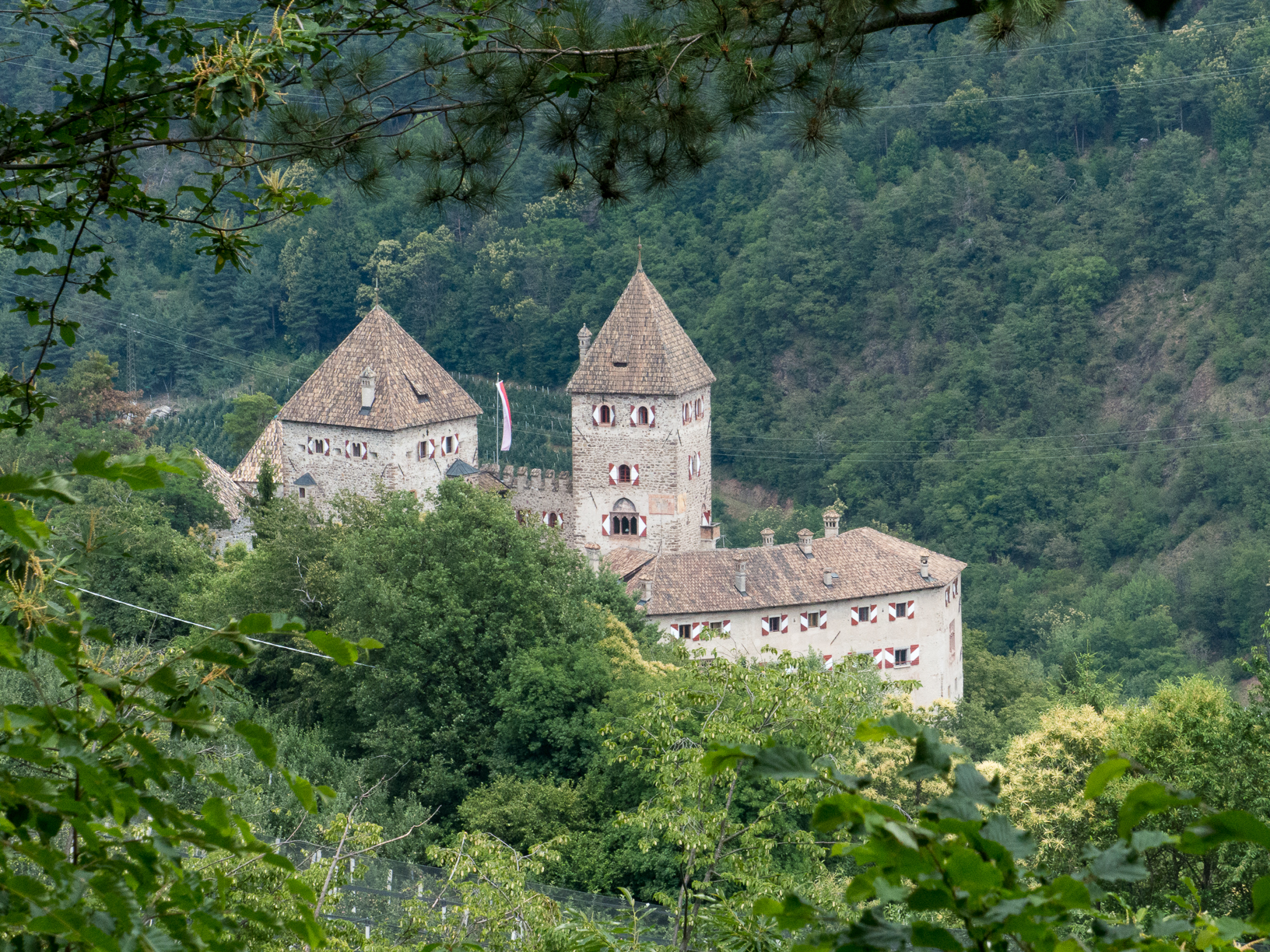
Die Wehrburg aus der Höhe

Die Tochter Heinrichs von Werberch († 1323), Adelheid, heiratete 1332 Eghard Murenteiner von Andrian und brachte ihm Besitzanteile an der Wehrburg zu, samt sechs Joch Acker und Weingärten. 1351/55 sind die Eheleute Reinbrecht von Wehrberg und Katharina von Greifenstein mit Weinbesitz in Gries bei Bozen bezeugt. Hans von Werberg, der die Hälfte der Burg besaß, verwaltete Ende des 14. Jahrhunderts die Güter der aus Bozen stammenden Herren von Niedertor, die auf Burg Neuhaus saßen, darunter die Zolleinnahmen am Kuntersweg. Mit Barbara von Hauenstein stritt er 1387 um das Erbe der Fahlburg, die seinen ausgestorbenen Verwandten von Zobel gehört hatte. 1396 wurde Hans von Werberg auch mit der Burg im Holz belehnt, nach dem Aussterben der dortigen Vettern. Mit den Andrian stritt er 1412 um deren Anteil an der Wehrburg. 1420 starb er überschuldet. 
Schon 1411 war Jakob Murendeiner von Andrian mit dem gesamten Lehen der Wehrburg investiert worden und nannte sich von da an von Andrian-Werburg; 1420 wurde er Alleinbesitzer der Burg und zugehörigen Güter. Hans Veit von Andrian-Werburg stiftete um 1520 zwei wappengeschmückte Glasfenster für die Maria-Himmelfahrts-Kirche in Tisens, auf denen er mit seinen beiden Gemahlinnen dargestellt ist. Die erste, Clara Schenk von Terlan, brachte umfangreichen Besitz in die Ehe. Veit ließ die beiden Wehrtürme der Wehrburg erhöhen und das Tor durch einen kleinen Turm verstärken. Zum Besitz der Wehrburg gehörten mehrere Gutshöfe und Ansitze, so der Freisitz Burg Wolfsthurn in Andrian, das Schenkengut und der Ansitz Liebeneich in Terlan sowie in Prissian der Mayrhof am Thurn (Saltenbüchl), der Kemathofm, die Burg im Holz und die Fahlburg. Nach dem Tod des Erasmus von Andrian-Werburg 1587 wurde dieser Besitz aufgeteilt. 1798 erlosch die Wehrburger Linie der Familie mit Joseph Bernardin, worauf das Lehensgut von der landesfürstlichen Kammer eingezogen wurde. Die steirische Familie der Freiherren von Andrian-Werburg konnte sich mit ihrer Forderung nach Übertragung der Lehnsrechte nicht durchsetzen.
Die schon im 18. Jahrhundert heruntergekommene Burg kam in bäuerlichen Besitz und verfiel immer mehr. 1898 erwarb sie der Gesandte und Kämmerer Adalbert Freiherr Eperjesy von Szászváros und Tóti, der die Türme überdachen ließ, die Räume des Palas wieder bewohnbar machte und mit 6 alten Kachelöfen ausstattete, während seine Frau die mittelalterlichen Wandmalereien mit Lack überzog und mit Ölfarben übermalte. Neu angebrachte Ausmalungen der Räume wurden ab 1925 ersetzt. Die umfangreiche Antiquitätensammlung des Barons wurde nach seinem Tod 1916 zerstreut. Nach verschiedenen Nutzern erwarben 1927 der britische Oberst Arthur Rudston Brown die Burg und 1956 Hermann Holzner, der Besitzer des Gasthofs Mohrenwirt in Prissian, der sie zu einem Schlosshotel umbaute, das seine Nachkommen bis heute betreiben.